# Luch (Landform)

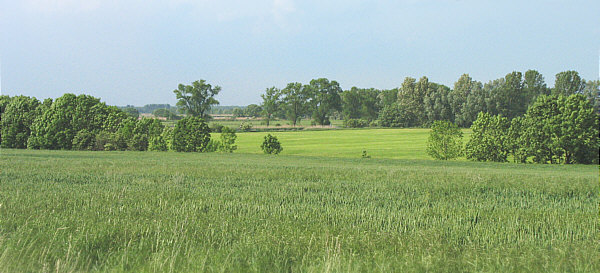
Blick vom Ländchen Bellin ins Rhinluch

Luch (das oder die [luːx]) ist die nordostdeutsche Bezeichnung für eine ausgedehnte, vermoorte Niederung, besonders in Brandenburg. Luche sind vor allem in Jungmoränengebieten zu finden. Sie kommen aber auch in der Altmoränenlandschaft vor.

## Lage und Geschichte

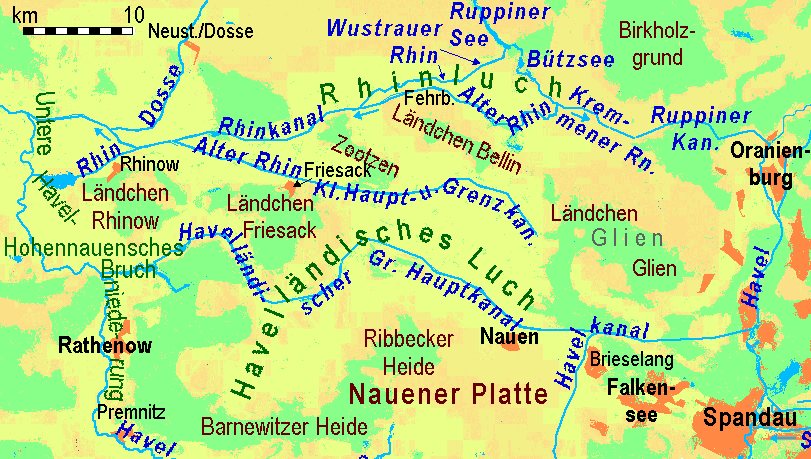
Havelländisches Luch und Rhinluch:
Höhen gelbgrün < 40 m bis bräunlich > 45 m,
Wald = grün unabh. von der Höhenlage

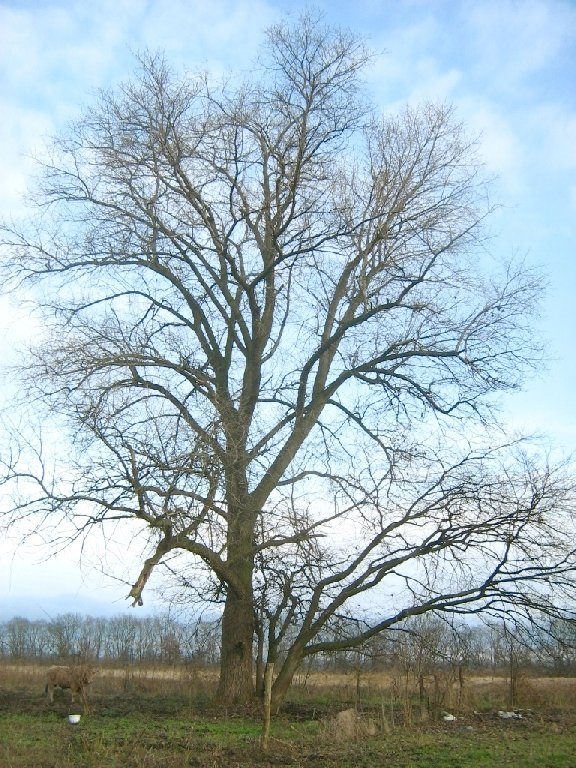
Schwarzpappel im Havelländischen Luch

Luche haben sich im Allgemeinen in den großen Urstromtälern oder in ihren Seitentälern, den Urstromtalungen, gebildet. Nach dem Ende der Eiszeit führte in der Nacheiszeit ein steigender Grundwasserspiegel zur Entstehung von Versumpfungsmooren. Die Torfmächtigkeit ist aber für gewöhnlich nicht groß. Meistens liegt sie unter 2 m. Vor der Anlage künstlicher Entwässerungsnetze blieb in den Luchen überschüssiges Wasser oft in Tümpeln stehen. Auf den Unterschied zu Niederungen mit natürlichen Fließgewässern deutet der Namensunterschied zu benachbarten „Brüchen“ wie dem Oderbruch im Osten und dem von der Havel berührten Hohennauenschen Bruch im Westen.
Die meisten Luche in Brandenburg sind mittlerweile durch den Menschen umgewandelt und in Kultur genommen worden. Nach der Melioration werden sie jetzt für gewöhnlich als Grünland genutzt. Archäologen wie Klaus Goldmann erwägen, dass die Urbarmachung teilweise schon in slawischer Zeit begann, später aber durch Verschlechterung der Abflussbedingungen wie die Mühlenstaue der Havel wieder zunichtegemacht wurde.
Es gibt in Brandenburg zahlreiche Luche, die größeren sind auch über die Landesgrenzen hinaus bekannt. Auch einige Ortsnamen leiten sich vom Begriff Luch ab. Beispiele sind Luckenwalde, Doberlug und Luckau. (Bei Luckau (Wendland) wird der Ortsname jedoch anders gedeutet: Er stammt hier vom slawischen lauck und bedeutet Lauch oder Zwiebelfeld.)
Wenn die Kurzfassung Luch verwendet wird, ist meist das Gebiet des Havelländischen Luchs oder des Rhinluchs gemeint.

## Wort und Wortherkunft
Das Wort wird als Femininum benutzt (Plural: die Lüche) oder als Neutrum (Plural: die Luche). Zurückzuführen ist die Bezeichnung auf westslawische Wörter für „sumpfigen Boden, feuchtes Wiesenland, morastige, bewaldete Niederung“, darunter polnisch łęg, polabisch laug, kaschubisch łog, obersorbisch łuh, niedersorbisch ług. Auch der Landschaftsname Lausitz, im Jahre 1005 noch Luzici, stammt daher. In der ältesten eingedeutschten Version des niedersorbischen Ortsnamens Doberlug (wörtlich: „gutes Wiesenland“) ist es sogar als Dobraluh mit frikativem Auslaut überliefert. Bei manchen Feuchtgebieten wurde die slawische Bezeichnung nicht phonetisch übernommen, sondern übersetzt, so bei der Friedländer Großen Wiese, die erst im 20. Jahrhundert vom Moor zur Wiese wurde, und bei der Laßzins-Wiese bei Peitz.

## Beispiele

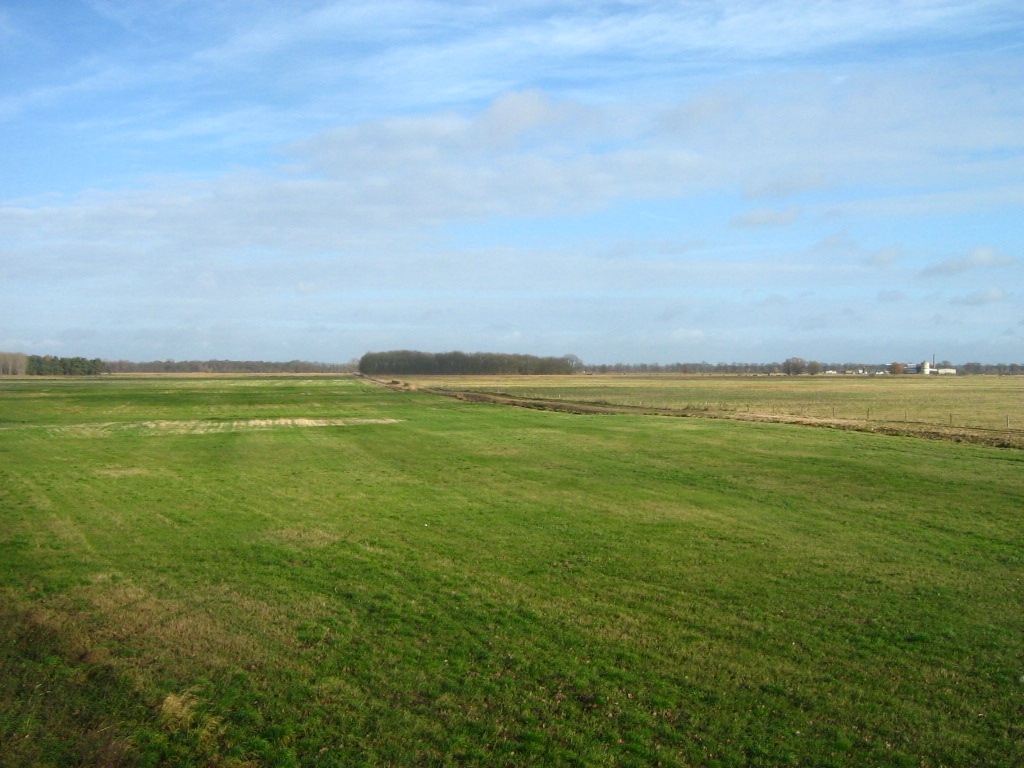
Heutige Kulturlandschaft im Havelländischen Luch

– Manche dieser Luche sind Teile ebenfalls aufgelisteter größerer Luche –
- Golmer Luch
- Großes Luch
- Havelländisches Luch
- Rhinluch
  - Kremmener Luch
  - Wustrauer Luch
- Rotes Luch
- Langes Luch
- Luchwiesen
- Alt Zaucher Luch
- Breites Luch
- Krummes Luch
- Luch an der Margaretenhöhe
- Reichardtsluch